# Saradan (Pemalang)
Saradan is een bestuurslaag in het regentschap Pemalang van de provincie Midden-Java, Indonesië. Saradan telt 3324 inwoners (volkstelling 2010).